# Bobrowite
Bobrowite – osada leśna w Polsce położona w województwie pomorskim, w powiecie wejherowskim, w gminie Łęczyce.
Przed II wojną miejscowość nosiła nazwę Holzkaten, po wojnie wprowadzono nazwę Bobrowite.
W latach 1975–1998 miejscowość administracyjnie należała do województwa gdańskiego.